# Natural (Imagine Dragons)
Natural è un singolo del gruppo musicale statunitense Imagine Dragons, pubblicato il 17 luglio 2018 come primo estratto dal quarto album in studio Origins.
Raggiungendo il primo posto della Rock Songs di Billboard, il singolo ha rotto la striscia positiva del podio della classifica occupato costantemente per 16 settimane di fila degli altri singoli del gruppo Believer, Thunder e Whatever It Takes, al quale è successivamente rimasta per 11 settimane di fila.

## Video musicale
Il video musicale è stato pubblicato il 24 agosto 2018.

## Tracce
Testi e musiche degli Imagine Dragons, Justin Tranter e Mattman & Robin.
1. Natural – 3:09

## Classifiche

### Classifiche settimanali
| Classifica (2018)             | Posizione massima |
| ----------------------------- | ----------------- |
| Australia                     | 28                |
| Austria                       | 9                 |
| Belgio (Fiandre)              | 5                 |
| Belgio (Vallonia)             | 42                |
| Canada                        | 12                |
| Francia                       | 55                |
| Germania                      | 16                |
| Irlanda                       | 35                |
| Italia                        | 48                |
| Lussemburgo                   | 2                 |
| Norvegia                      | 9                 |
| Nuova Zelanda                 | 37                |
| Paesi Bassi                   | 17                |
| Regno Unito                   | 49                |
| Spagna                        | 74                |
| Stati Uniti                   | 13                |
| Stati Uniti (alternative)     | 1                 |
| Stati Uniti (mainstream rock) | 20                |
| Stati Uniti (rock)            | 1                 |
| Svezia                        | 39                |
| Svizzera                      | 3                 |

### Classifiche di fine anno
| Classifica (2018) | Posizione |
| ----------------- | --------- |
| Austria           | 52        |
| Canada            | 89        |
| Islanda           | 83        |
| Stati Uniti       | 69        |
| Classifica (2019) | Posizione |
| Francia           | 136       |
| Svizzera          | 67        |
| Ungheria          | 93        |